# Lillo (Limburg)
Lillo is een kerkdorp in de gemeente Houthalen-Helchteren.
De naam van dit kerkdorp zou afkomstig zijn van Linde en lo, dat bos betekent.
Door industrialisatie, met name de komst van steenkoolmijnen, heeft er verstedelijking plaatsgevonden, zodat de kern van Lillo vastgebouwd is aan die van Voort, welke in de gemeente Heusden-Zolder ligt. Lillo heeft weinig voorzieningen, en is afhankelijk van de centra van Houthalen en Berkenbos.
Lillo heeft een kerk die gewijd is aan Sint-Antonius.

## Bezienswaardigheden

### Kapel

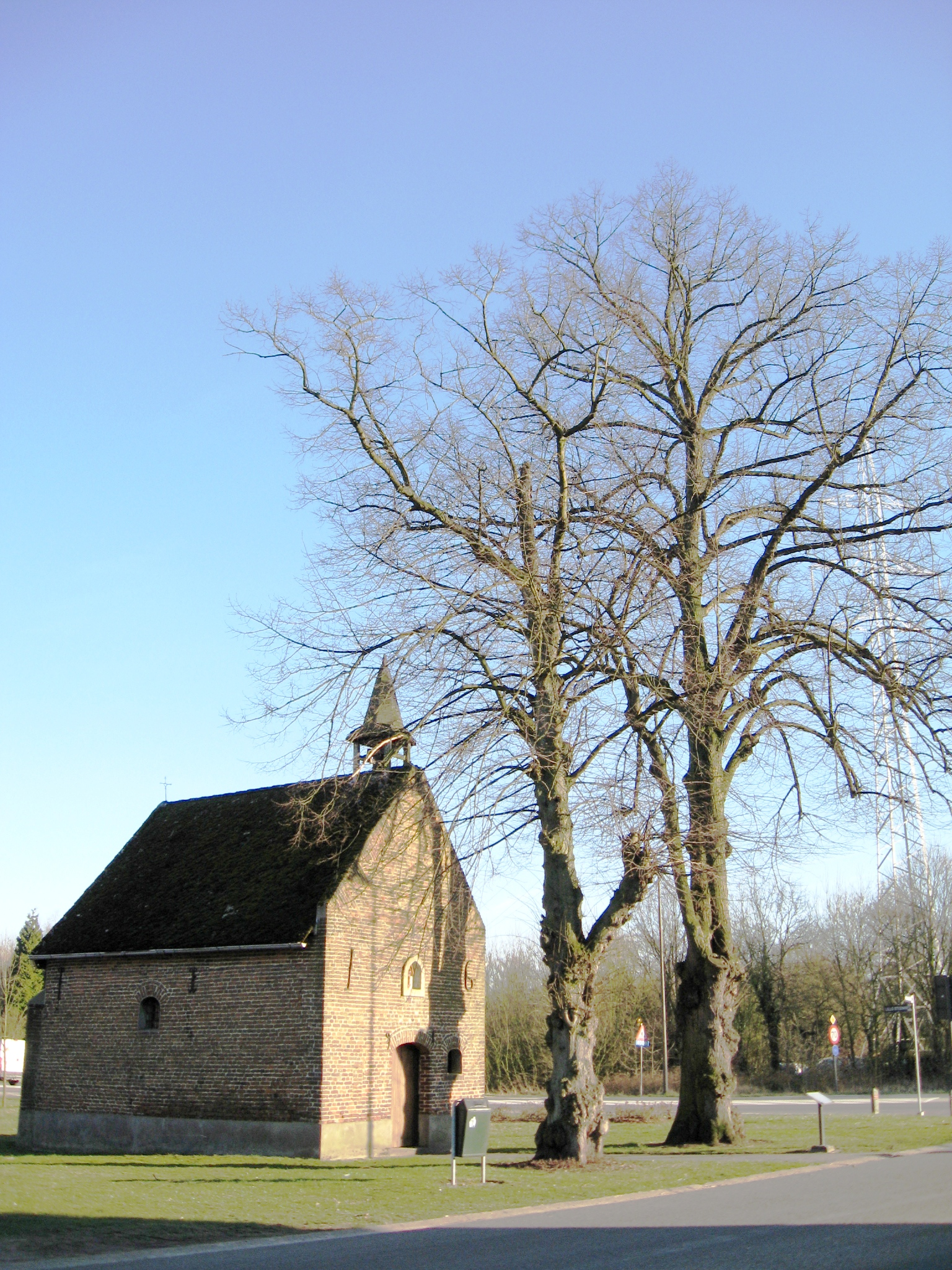
De Sint-Catharinakapel

Van belang in deze plaats is de Sint-Catharinakapel, die in barokke stijl is uitgevoerd. Het is een bescheiden maar mooi bakstenen gebouwtje dat gesierd wordt door een dakruitertje, waarin een klok hangt. De muurankers tonen het jaartal 1617, zodat het gebouwtje misschien nog ouder is. Binnenin is een origineel interieur te bewonderen. Er is een altaar met getordeerde zuilen, die aan die van de Sint-Pietersbasiliek te Rome doen denken. Ook zijn er drie beelden te zien. De kleurrijke beelden in de zijnissen zijn replica's van de oorspronkelijke beelden die ooit gestolen waren, maar werden teruggevonden. Het betreft de Heilige Catharina van Alexandrië en de heilige Barbara. De beelden zijn inmiddels teruggevonden maar, bij gebrek aan een alarminstallatie, heeft men de replica's gehandhaafd. Deze zijn gemaakt door een leraar aan de lokale technische school.
In de kapel is ook een merkwaardig offerblok te vinden, waarin men ook giften kan storten zonder in de kapel te komen, doordat men een houten luikje kan openen.
De kapel was vanouds een bedevaartplaats. Tweemaal per jaar worden er nog missen gelezen.
Vlak bij de kapel staan twee oude lindebomen. In 1996 werd de kapel beschermd als monument.

### Hoeve

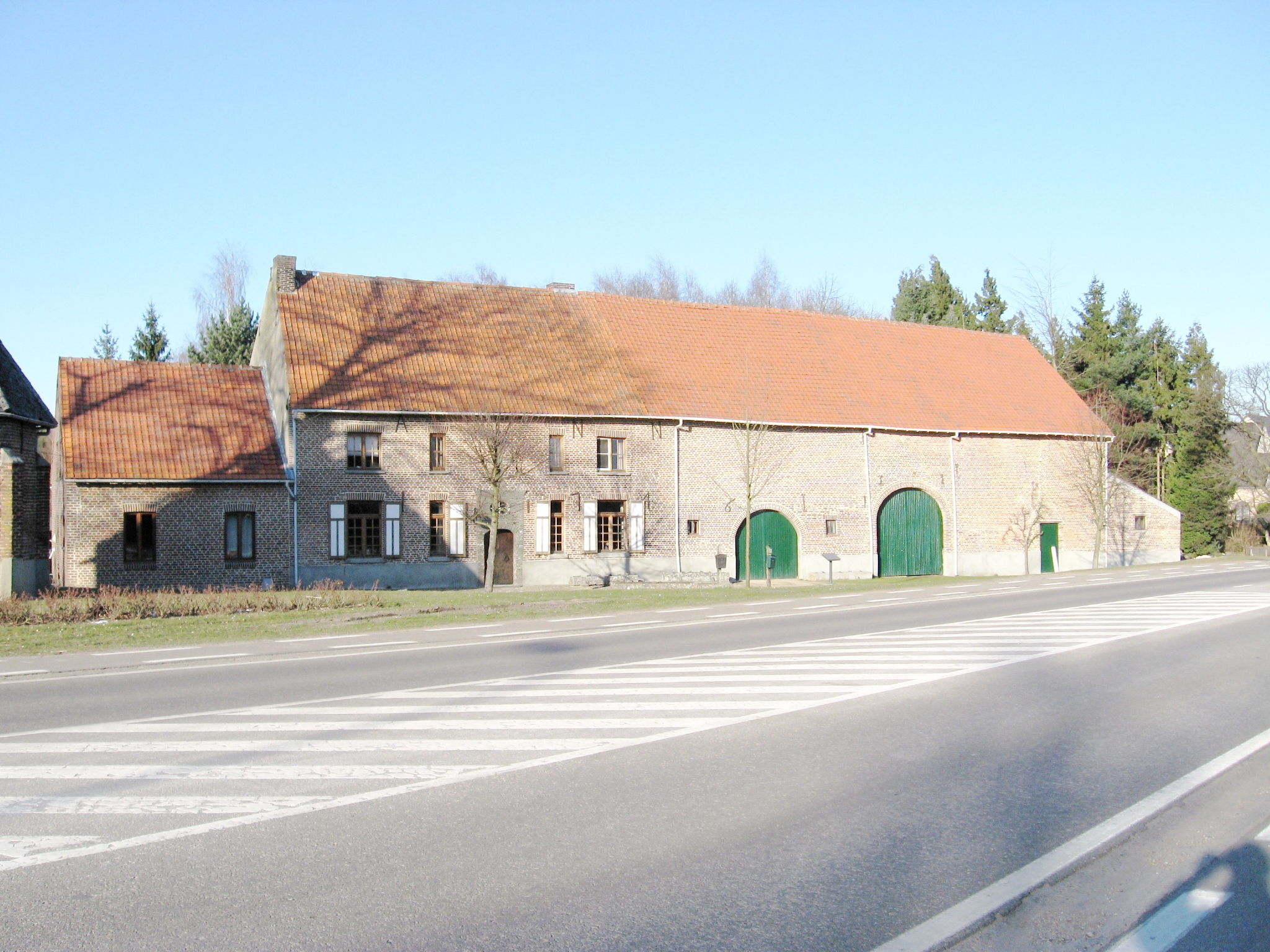
De Hoeve Claes

De Hoeve Claes is een Kempense langgevelboerderij die mogelijk in 1746 werd gebouwd, gezien de muurankers. Vooral de ingangspartij met een ovaal venster en een in baksteen uitgevoerd kruis is bijzonder. Ook deze hoeve is een Rijksmonument. Op 7 september,1944, de dag van de Bevrijding, liep de boerderij nog enige oorlogsschade op door geallieerd mitrailleurvuur. Enkele kogelgaten zijn nog steeds zichtbaar.

### Watermolen
Vroeger bevond zich op de Mangelbeek te Lillo nog een watermolen. Deze is echter verdwenen.

### Lilloschans
Ten noordoosten van Lillo werd in 1596 een schans aangelegd, om de bevolking bescherming te bieden. De omgrachting werd gevoed door de Mangelbeek. Tegenwoordig is het terrein in gebruik als grasland, en is de schans nog als een verhoging in het landschap herkenbaar.

### Sint-Antoniuskerk
De Sint-Antoniuskerk is een gebouw in rode baksteen, opgericht in 1954 in modern-gotische stijl. Het dak is met leien gedekt, evenals het dakruitertje. Hier bevindt zich ook een monument voor het Lillose schoolhoofd Romain Surinx, die gestorven is in 1940.

## Natuur en landschap
Lillo ligt in de Limburgse mijnstreek. waar nog diverse overblijfselen van zijn te vinden. Zo is er een mijnsteenberg te Zolder. Lillo bevindt zich in het dal van de Mangelbeek, die een zijrivier is van de Demer. Stroomopwaarts ligt de samenvloeiing met de Grote Winterbeek.
Ten noorden van Lillo vindt men het Helchterenbos. De Remo-terreinen, ooit behorend tot de steenkoolmijn, maken nu deel uit van de Lage Kempen. Er vinden echter nog zandwinnings- en stortactiviteiten plaats. Deze zullen echter worden beëindigd, waarna natuurherstel zal plaatsvinden. Ook de sluiting van het voormalig naturistenterrein "Heidegouw" (Stakeberg) van de vereniging "Athena" hoort in dit kader thuis. De bedoeling is om deze gebieden in te richten voor natuur en recreatie. Ze sluiten aan bij het Helchterenbos, dat tamelijk geïsoleerd ligt omdat het in het noorden door een niet-toegankelijk militair domein wordt begrensd.
Ten zuidoosten van Lillo ligt het Hortelbos.

## Nabijgelegen kernen
Houthalen, Helchteren, Zolder, Berkenbos